# Kamikaze (groupe)
Pour les articles homonymes, voir Kamikaze.
Kamikaze est un groupe argentin de heavy metal. Leur premier album, No me detendrán!, est publié en 1988. Leur deuxième album se vend mal à cause de l'hyperinflation que connait le pays en 1989. Après quelques concerts en 2003 et 2004, le groupe revient en 2011.

## Biographie
Les premiers membres incluent Enrique Gómez Yafal, le guitariste Miguel Ángel Oropeza, le bassiste Gustavo Perugino, et le batteur Claudio Gabriel Parolari. Le premier concert se fait le 14 novembre 1987 au Roca. Ce concert est sélectionné concert de l'année par les lecteurs du magazine Metal détrônant ainsi V8 et le premier concert de Rata Blanca. Perugino quitte le groupe, et est remplacé par Roberto Cosseddu. Le groupe prend part au festival Halley en Obras en 1988, avec Rata Blanca, Alakran, et Juan Antonio Ferreira (JAF). Leur premier album, No me detendrán!, est publié quelques mois après.
Le guitariste Daniel Telis se joint au groupe en 1989, qui commence à enregistrer son deuxième album. Miguel Oropeza quitte le groupe à ce moment, et est remplacé par Martín Knye. Repoussé, l'album, Víctima del Rock, est publié. Mais l'inflation se fait ressentir dans le pays avec les très faibles ventes engrangées par l'album. Parolari et Cosseddu quittent le groupe et sont remplacés par Jorge Cimino et Horacio Pinasco. En 1990, ils concluent le festival Metal en acción organisé à l'Estadio José Amalfitani. Ils publient ensuite leur troisième album, Kamikaze 3. Le groupe apparait en une de couverture du magazine Metal.
Le groupe se sépare en 1992. Daniel Telis s'associe en studio avec le groupe Alianza, et Pinasco rejoint Humanimal. Martín Knye démarre un projet, Magiar. Enrique Gómez Yafal forment un nouveau groupe appelé Cuero. Gómez Yafal, Oropeza, Cosseddu et Parolari se réunissent en 2003, rééditent leurs deux premiers albums, et jouent quelques concerts. Ils sortent un nouvel album en 2011, Dueño de los cielos, avec Roberto Fraticelli au chant, et Roberto Ruiz à la batterie. Le groupe organise ensuite un tournée mondiale. Gómez Yafal et Telis forment le groupe KZ4.

## Discographie
- 1988 : No me detendrán!
- 1989 : Víctima del rock
- 1991 : Kamikaze 3
- 2011 : Dueño de los cielos